# Estanys de la Jonquera
Els Estanys de la Jonquera són un conjunt de petits estanyols i de zones de mulladius i prats humits, situats sobre
materials quaternaris i alimentats per aigua freàtica al peu del vessant meridional del massís de l'Albera.
 Aquesta zona humida està catalogada al PEIN sota l'epígraf "Estanys de la Jonquera" i dins l'espai de la Xarxa Natura 2000. ES5120009 "Basses de l'Albera". La totalitat d'aquest espai del PEIN i una zona adjacent de pastures i prats humits foren declarats Reserva natural de fauna salvatge per l'Ordre de 23 de gener de 1996, amb una superfície de 68,5 hectàrees. Sota el topònim dels Estanys de la Jonquera s'identifiquen els següents espais individuals:
- Estany Petit
- Prat Llong de Baix
- Estany Gran
- Estany Terra Negra
- Prats o estany den Figa
- Prats de mas Baleta
- Estany de Baix

Aquests estanys, que ocupen en conjunt una superfície d'unes 29 ha, conserven un conjunt d'hàbitats molt rics i interessants de notables singularitats en aquest territori, així com sistemes limnològics de destacable interès. Les aigües dels estanys són distròfiques, riques en compostos húmics. La majoria dels estanys són de poca extensió i a l'estiu arriben a assecar-se completament, tot i que alguns, com l'Estany Gran, conserven l'aigua gairebé tot l'any. En aquesta zona hi ha una abundant senyalització (amb rètols amb informació sobre els hàbitats als principals estanys). També hi ha un itinerari senyalitzat, anomenat "itinerari dels estanys, natural i megalític". Hi ha tres menhirs i dos dolmens vora els estanys, que constitueixen el conjunt megalític dels Estanys.

## Vegetació
En aquest espai apareixen, entre altres hàbitats, les gespes d'isòets, els creixenars, els herbassars de càrex, canyissars, joncedes i prats de dall. Entre les espècies hidrofítiques que s'hi ha observat hi ha la rara carofícia Nitella translucens, alga que apareix en aigües temporals o permanents sobre substrat silícic o granits, molt rara a Catalunya; els isòets Isoetes durieui, Isoetes setacea i Isoetes velata; les cal·litricàcies Callitriche brutia, Callitriche obtusangula i Callitriche stagnalis; l'haloragàcia Myriophyllum alterniflorum, o la rara lentibulariàcia Utricularia vulgaris. Entre les halofítiques, a més de canyís (Phragmites australis), boga (Typha angustifolia), jonca d'estany (Scirpus palustris), diferents eleocaris (Eleocharis palustris, Eleoccharis acicularis) o l'espargani comú (Sparganium erectum), hi ha Baldellia ranunculoides, el plantatge d'aigua (Alisma plantago-aquatica) i Carum verticillatum.
A l'Estany Petit o Estany Petit de Canadal hi ha sobretot prats de dall i herbassars de càrex, així com canyissars i
jonqueres. Quant a la fauna, són d'especial interès els coleòpters i les sangoneres.
A l'Estany Gran a més dels canyissars, jonqueres i prats de dall -que es dallen i pasturen-, apareixen herbassars d'isòets i herbassars de càrex. Destaca també la presència de la lentibulariàcia Utricularia vulgaris.
A l'Estany de Baix o Estany de Baix de Canadal destaquen els canyissars, creixenars amb glicèria i herbassars de
Carex.
Segons la cartografia dels hàbitats de Catalunya, en aquest espai apareixen els següents hàbitats d'interès comunitari, característics de zones humides:
- 3120 Aigües estagnants oligotròfiques molt poc mineralitzades, amb Isoetes spp., en terrenys generalment arenosos de la Mediterrània occidental
- 3130 Aigües estagnants, poc o molt mesotròfiques, amb vegetació de les classes Littorelletea uniflorae i/o Isoeto-Nanojuncetea
- 3140 Aigües estagnants oligomesotròfiques, dures, amb vegetació bentònica de carofícies
- 3150 Estanys naturals eutròfics amb vegetació natant (Hydrocharition) o poblaments submersos d'espigues d'aigua (Potamion)
- 6510 Prats de dall de terra baixa i de la muntanya mitjana (Arrhenatherion).
- A més, apareix també l'hàbitat prioritari 3170 Basses i tolls temporers mediterranis.

## Fauna
Pel que fa a la fauna, els Estanys de la Jonquera constitueixen una localitat important en les vies de migració d'alguns
ocells. Entre la fauna invertebrada, destaquen les poblacions de coleòpters aquàtics, amb més de 160 espècies catalogades. Hi viuen espècies molt rares a Catalunya, com Haliplus variegatus, Hydrovatus clypealis, Bidessus goudoti i Hydaticus seminiger. Destaquen també les poblacions de sangoneres, com Hirudo medicinalis. Pel que fa a la fauna
vertebrada, destaca la presència de deu espècies d'amfibis, i, entre els rèptils, la presència de tortuga de rierol (Mauremys leprosa).

## Estat de conservació
Aquesta zona no presenta elements destacables que l'estiguin afectant negativament. Hi ha algunes línies elèctriques al
sector nord, vora la carretera Gi-601, així com alguns residus i elements reciclats (banyeres per recollir aigües d'un rec) que caldria retirar. Els prats del sector est poden estar amenaçats per l'expansió de conreus.